# Семенчук, Олег Алексеевич
Оле́г Алексе́евич Семенчу́к (бел. Алег Аляксеевіч Семянчук, род. 20 декабря 1958, д. Мервины, Клецкий район, Минская область, Белорусская ССР, СССР) — белорусский государственный деятель.

## Биография
Родился Олег 20 декабря 1958 года в д. Мервины, что находится в Клецком районе Минской области. Окончил Мозырский государственный педагогический институт имени Н. К. Крупской по специальности «Общетехнические дисциплины с дополнительной специальностью физика».
Работал мастером производственного обучения, заместителем директора по учебно-производственной работе Заостровечского учебно-производственного комбината; заместителем заведующего отделом народного образования Клецкого районного исполнительного комитета, учителем третей средней школы г. Клецка, директором Клецкого детского дома, заместителем начальника управления образования. До избрания депутатом являлся председателем комитета по труду, занятости и социальной защите Минского областного исполнительного комитета.
Является депутатом Палаты представителей Национального собрания Беларуси VII созыва. Округ: Молодечненский сельский № 73. Помощники депутата: Леонида Ивановна Левицкая и Луция Викторовна Орлович.
Проживает в Минске.

## Награды
- Почётная грамота Министерства образования Республики Беларусь;
- Почётная грамота Министерства труда и социальной защиты Республики Беларусь;
- Почётная грамота Минского областного исполнительного комитета;
- Грамотой Митрополита Минского и Слуцкого Патриаршего Экзарха всея Беларуси;
- Знак Министерства образования Республики Беларусь «Выдатнік адукацыі»;
- Благодарность Председателя Палаты представителей Национального собрания Республики Беларусь;
- Благодарность Министра труда и социальной защиты Республики Беларусь[1].

## Личная жизнь
Женат, воспитывает сына и дочь.